# Radiodifusão internacional
A radiodifusão internacional consiste em transmissões de rádio e televisão que cruzam fronteiras internacionais de forma propositada, muitas vezes com a intenção de permitir que expatriados permaneçam em contacto com os seus países de origem, bem como educar, informar e influenciar residentes de países estrangeiros. O conteúdo pode variar de propaganda aberta e contrapropaganda a conteúdo cultural e reportagens de notícias que refletem o ponto de vista e as preocupações do país de origem ou que buscam fornecer informações alternativas àquelas disponíveis, bem como promover o turismo e o comércio. Na primeira metade do século XX, a radiodifusão internacional foi usada por impérios coloniais como um meio de conectar colónias com a metrópole (por exemplo, o BBC Empire Service, bem como o Poste Colonial da França e os serviços de rádio ultramarinos holandeses, PCJJ e PHOHI). Quando operada por governos ou entidades próximas a um governo, a radiodifusão internacional pode ser uma forma de poder suave. Com menos frequência, a transmissão internacional tem sido realizada para fins comerciais por emissoras privadas.
A radiodifusão internacional, em certa medida, começou durante a Primeira Guerra Mundial, quando estações alemãs e britânicas transmitiam comunicados de imprensa usando código Morse. Com o corte dos cabos submarinos da Alemanha, a estação de telégrafo sem fio em Nauen era o único meio de comunicação de longa distância do país. A estação de rádio do Serviço de Rádio da Marinha dos EUA em New Brunswick, Canadá, transmitiu os 'Quatorze Pontos' por rádio para Nauen em 1917. Por sua vez, a estação Nauen transmitiu a notícia da abdicação do Kaiser Wilhelm II em 10 de novembro de 1918.

## História

### Origens
Guglielmo Marconi foi pioneiro no uso de rádio de ondas curtas para transmissões de longa distância no início da década de 1920. Usando um sistema de antenas refletoras parabólicas, o assistente de Marconi, Charles Samuel Franklin, montou uma grande antena na Poldhu Wireless Station, na Cornualha, operando em 25kW de potência. Em junho e julho de 1923, as transmissões sem fio foram concluídas durante as noites em 97 metros de Poldhu para o iate Elettra de Marconi nas Ilhas de Cabo Verde. Circuitos de telegrafia de ondas curtas de alta velocidade foram então instalados de Londres à Austrália, Índia, África do Sul e Canadá como o principal elemento da Imperial Wireless Chain a partir de 1926.
Os holandeses começaram a conduzir experiências em frequências de ondas curtas em 1925, em Eindhoven. A estação de rádio PCJJ iniciou a primeira transmissão internacional em 11 de março de 1927, com programas em holandês para colónias nas Índias Ocidentais Holandesas e Índias Orientais Holandesas e em alemão, espanhol e inglês para o resto do mundo. O popular programa Happy Station foi inaugurado em 1928 e tornou-se o programa de ondas curtas mais antigo do mundo, continuando até 1995, sendo transferido para a Rádio Holanda após a Segunda Guerra Mundial.
Em 1927, Marconi também voltou a sua atenção para a transmissão de longa distância em ondas curtas. As suas primeiras transmissões desse tipo ocorreram para comemorar o Dia do Armistício no mesmo ano. Ele continuou a transmitir regularmente uma transmissão internacional que era transmitida em todo o mundo, com programação da estação 2LO, então transmitida pela BBC. O sucesso desta operação chamou a atenção da BBC que alugou uma estação de transmissão de ondas curtas em Chelmsford, com o indicativo G5SW, para Marconi. O Serviço BBC Empire foi finalmente inaugurado em 19 de dezembro de 1932, com transmissões destinadas à Austrália e à Nova Zelândia.